# Heroin (band)
Heroin was een Amerikaanse punkband.

## Bezetting
- Matt Anderson[2] (zang)
- Scott Bartoloni[3] (gitaar)
- Ron Johnson (basgitaar)
- Aaron Montaigne[4] (drums)

## Geschiedenis
Heroin werd opgericht in 1989 in San Diego (Californië) door zanger en frontman Matt Anderson, gitarist Scott Bartoloni, bassist Ron Johnson en drummer Aaron Montaign. Twee jaar na de oprichting van de band verscheen de eerste single bij Vinyl Communications. De band bracht vervolgens uit op het in San Diego gevestigde onafhankelijke label Gravity Records. Er verscheen een 7" met de titel Heroin. Deze publicatie was ook de eerste bij het nieuw opgerichte label. Een 12" volgde, die ook de titel Heroin droeg, voordat de band in 1993 ontbond. De bandleden speelden toen in verschillende bands als Clikatat Ikatowi en Antioch Arrow. In 1997 verscheen het complete werk van Heroin op cd.

## Stijl
De stijl van de band was duidelijk hardcore punk en screamo. Terwijl de muziek werd gedomineerd door snelle en luidruchtige gitaren en schreeuwende zang, draaide de tekst van de band om desillusie en pijn. Ondanks de relatief korte carrière en vrij lage populariteit van de band, werd Heroin beschouwd als een van de baanbrekende bands van screamo. Thursday gaf de band aan als een van hun inspiratiebronnen. Allmusic omschreef de band als een van de bepalende vernieuwers van de hardcore van de vroege jaren 1990.

## Discografie
- 1991: All About Heroin (7")
- 1992: Heroin (7")
- 1993: Heroin (12")
- 1997: Heroin (compilatie)